# Land der Sehnsucht
Land der Sehnsucht ist ein unvollendet gebliebener, deutsch-italienischer Reise- und Liebesfilm mit Krimielementen aus dem Jahre 1950. Jenny Jugo ist hier in ihrer letzten Rolle zu sehen.

## Handlung
Überliefert ist lediglich der Handlungsrahmen.
Da der vorgesehene Reiseführer für eine Touristenschar auf dem Weg nach Italien angeblich plötzlich verhindert ist, muss die Sekretärin des Reisebüros unverhofft einspringen und die Reisegruppe im Bus begleiten. Der ausgefallene Reiseführer ist jedoch ein Krimineller; er hat in dem Reservereifen des Omnibusses Schmuggelware untergebracht, die sein Hehlerkumpan in Italien dringend erwartet.
Heimlich fährt der Reiseführer dem Bus mit dem eigenen Auto nach, um sicherzustellen, dass auf dem Weg zum Abnehmer kein Malheur passiert. Für die Sekretärin ist diese Reise wie die Erfüllung eines lang gehegten Traumes, für sie ist Italien das Land der Sehnsucht. Vor Ort kommt es zu einigen Verwicklungen, ehe sie an der Aufklärung der Schmuggelaffäre entscheidenden Anteil hat. Auch die Liebe kommt nicht zu kurz, da die junge Frau in Bella Italia ihren Traummann kennenlernt.

## Produktionsnotizen
Die Dreharbeiten zu Land der Sehnsucht, der ersten deutsch-italienischen Gemeinschaftsproduktion nach dem Zweiten Weltkrieg, begannen am 25. August 1950 mit den Atelieraufnahmen in München-Geiselgasteig.
Hermann Warm entwarf die Filmbauten, die Bruno Monden umsetzte. Die Produzenten Eberhard Klagemann (Jugos jahrzehntelanger Lebenspartner und Hausproduzent) und André Mattoni übernahmen die Produktionsleitung. Während Jugos Hausregisseur Erich Engel sich mit den Studioaufnahmen beschäftigte, die er mit dem vorgesehenen deutschen Finanzierungsbeitrag von 750.000 DM auch termingerecht beendete, sollten die Außenaufnahmen in Italien vom italienischen Co-Regisseur Camillo Mastrocinque angefertigt werden. 
Als die Innenaufnahmen in den Münchner Bavaria-Studios abgedreht waren, stellte sich die Zahlungsunfähigkeit des italienischen Co-Produzenten heraus. Die Dreharbeiten wurden im Oktober 1950 erst unter-, dann abgebrochen. Klagemann war finanziell am Ende und konnte den Film nicht fertigstellen. Als 1963 die Bavaria Film die fälligen Gebühren für die Lagerung des Filmmaterials einfordert, musste Klagemann notgedrungen sein Einverständnis zur Vernichtung geben. Es gab auch keine Uraufführung.
Der Film markierte nicht nur das Karriereende von Jenny Jugo, er war auch, nach über zwei Jahrzehnten Leinwandabstinenz, der einzige Tonfilm von Rosa Porten, einem Star des frühen deutschen Stummfilms.

## Kritik
Da der Film nicht fertiggestellt wurde, gibt es auch keine Kritik.